# Heraldische Regeln

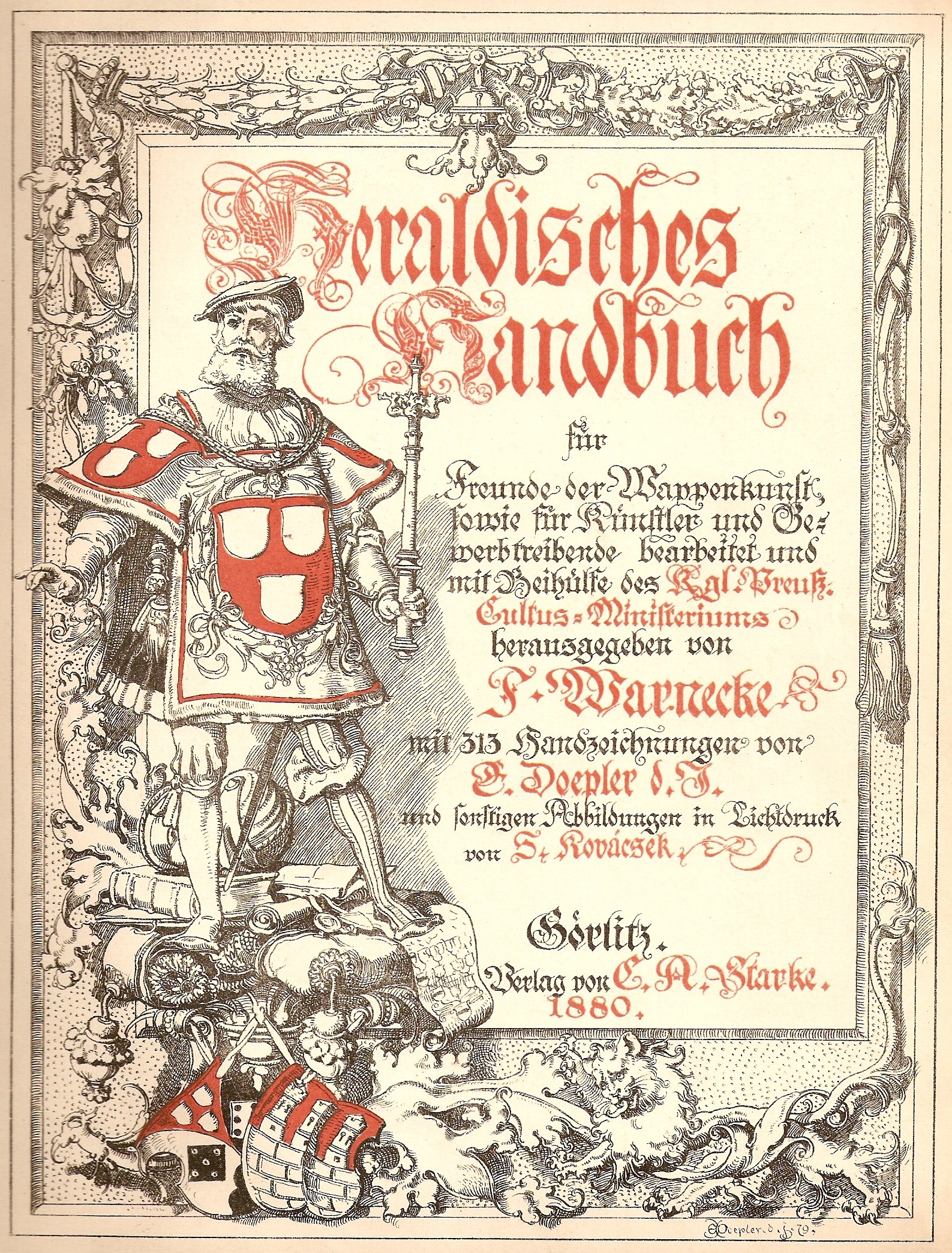
Heraldische Regeln sind unter anderem im Heraldischen Handbuch (Starke, 1880) niedergeschrieben

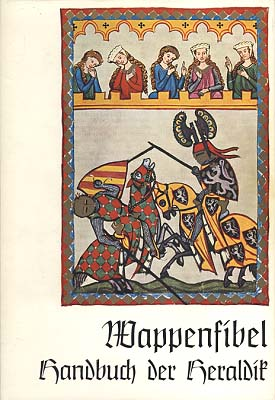
Adolf Matthias Hildebrandts Wappenfibel – Handbuch der Heraldik

Heraldische Regeln sind ein im Laufe der Zeit allmählich entstandener, nicht abgeschlossener, nicht allgemeingültiger und formal nicht feststehender Heraldik-Kodex. Der Heraldik-Kodex, an dem sich Wappeninteressierte und Wappenkundige orientieren, besteht aus einer Vielzahl von Leitmotiven, Konventionen, Grundsätzen, Richtlinien, Prinzipien, Empfehlungen, Verfahren und Methoden. Diese sind in der historischen Hilfswissenschaft der Heraldik, in Satzungen von heraldischen Vereinen oder in anderen heraldischen Quellen beschrieben. Sie umfassen alle theoretischen und praktischen Bereiche des Wappenwesens, unter anderem:
- die Gestaltung und Form von Wappen
- die Tingierung (Farbgebung)
- die Verwendung der Wappenelemente (Wappensymbolik)
- die Blasonierung (Wappenbeschreibung)
- die Berechtigung, ein Wappen zu führen (Wappenrecht)

Der große Umfang der heraldischen Sachbereiche und die Vielzahl der einzelnen Bestandteile des Heraldik-Kodexes sowie die unzähligen Ausnahmen und Widersprüche innerhalb der heraldischen Regeln verhindern das Verfassen von national oder international einheitlichen, verbindlichen und konsistenten heraldischen Normen oder eines einzigen allgemein verbindlichen heraldischen Gesetzes.
Das Werk Handbuch der Heraldik. Wappenfibel von Adolf Matthias Hildebrandt fasst in kürzester Form die heraldischen Regeln für Deutschland zusammen. Es avancierte seit seinem ersten Erscheinen (1887) zum führenden deutschsprachigen Standardwerk des Heraldik-Kodexes.

## Geschichte

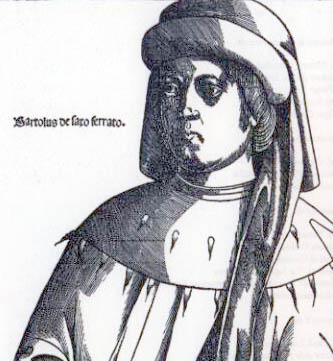
Bartolus de Saxoferrato (um 1313–1357) stellte erste theoretische Heraldik-Regeln auf

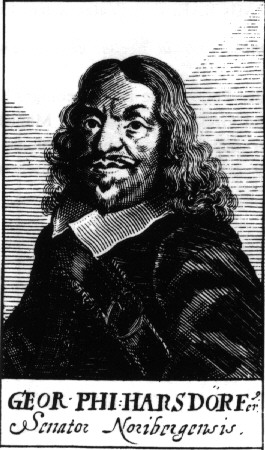
Georg Philipp Harsdörffer (1607–1658) übertrug heraldische Regeln aus der französischen Sprache ins Deutsche

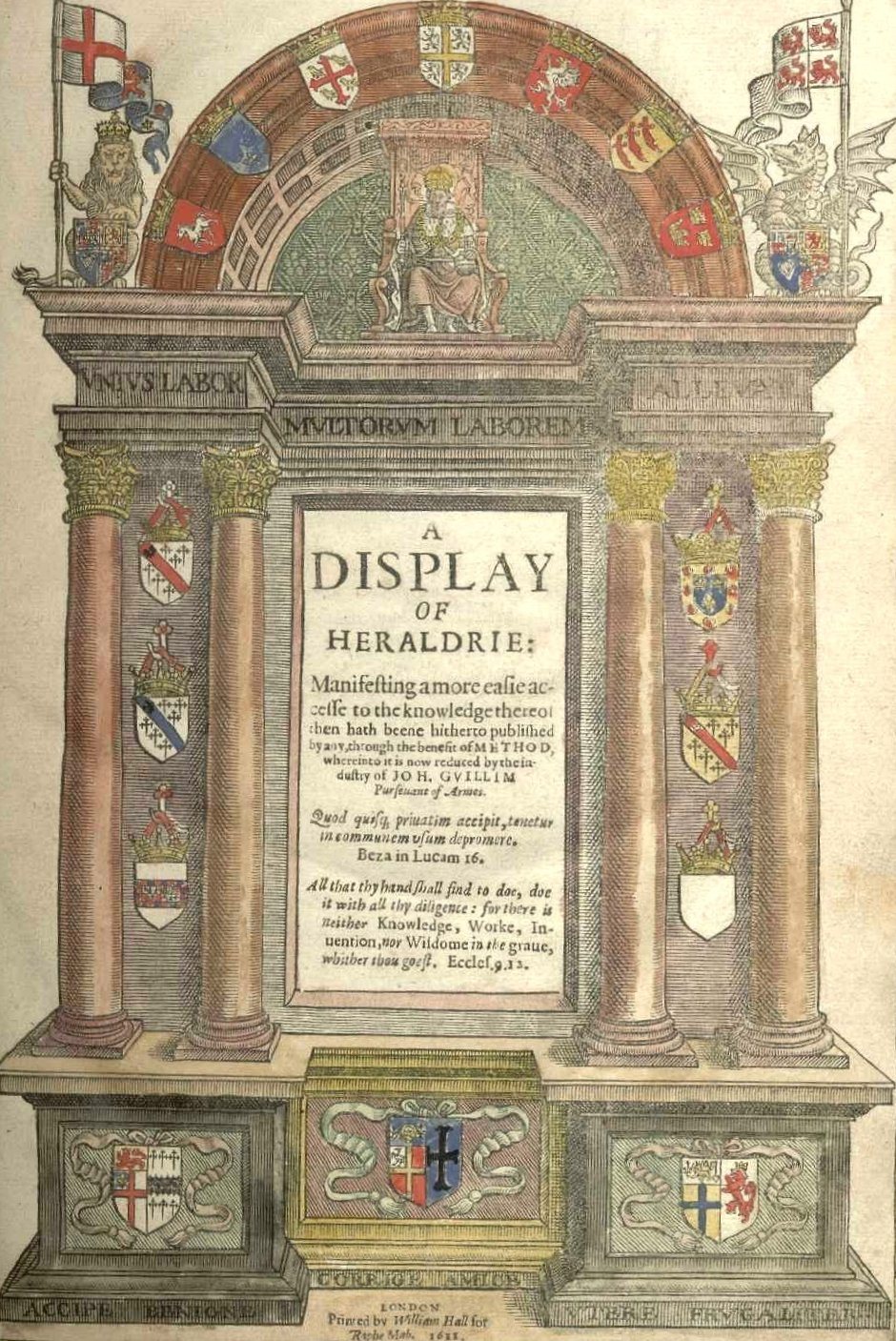
Handkolorierte Frontansicht des heraldischen Regelwerkes A Display of Heraldrie (1610) von John Guillim

Ursprünglich sind Wappen „regellos“ entstanden. Zu Beginn des 13. Jahrhunderts gab es noch keine heraldischen Regeln im heutigen Sinn. Erst nachdem Wappen allgemein in Gebrauch gekommen waren, entwickelten sich die Regeln über deren Aussehen und Gebrauch. Deswegen entsprechen die Formen und Farben einiger Wappen aus den Anfängen der europäischen Heraldik noch nicht den später etablierten Regeln, etwa der heraldischen Farbenregel, dass Metall nicht an Metall und Farbe nicht an Farbe grenzen darf. Derartige Wappendarstellungen und -beschreibungen, die aus heutiger Sicht unheraldisch sind, finden sich unter anderem in den Werken Trojanerkrieg von Konrad von Würzburg (1220/30–1287), Cliperaius Teutonisorum von Konrad von Mure (um 1210–1282), in der Großen Heidelberger Liederhandschrift (zwischen 1298 und 1304 in Entstehung begriffen) und der Zürcher Wappenrolle (um 1335/45).
Wie sich der Wechsel aus der „regellosen“ in die „geregelte“ Heraldik vollzog, ist im Detail in der Fachwelt nicht endgültig und befriedigend geklärt. Unstrittig ist, dass die Herolde bei diesem Prozess einen entscheidenden Beitrag leisteten. Durch sie wurden die heraldischen Regeln ausgebildet und vervielfältigt (unabhängig davon, ob sie ungeschriebene oder geschriebene Richtlinien von Generation zu Generation weitergaben). 
Manche Autoren vertreten die Ansicht, „daß die Heraldik im 14. Jahrhundert noch eine freie Kunst, und zwar eine sehr poetische war, und daß man damals von den Fesseln derselben, den sogenannten heraldischen Regen, nichts wußte“. Auf der anderen Seite wird betont, dass zu dieser Zeit und auch später heraldische Regeln und Gesetz zweifellos existierten, nach denen die Wappen von den Herolden eingerichtet wurden: „Denn woher käme die große Übereinstimmung, die wirklich zuweilen künstliche und überraschende Ordnung in den alten Wappen?“
Fest steht, dass im 14. Jahrhundert Gelehrte begannen, sich mit heraldischen Regeln zu beschäftigen. Bereits in der ersten Hälfte des 14. Jahrhunderts stellte beispielsweise der italienische Rechtsgelehrte Bartolus de Saxoferrato (um 1313–1357) die erste Theorie der Wappenkunde auf. In Thüringen verfasste der Priester Johannes Rothe (um 1360–1434) Texte mit heraldischem Inhalt.
Wappenbücher und weitere theoretische Werke, die dezidiert heraldische Regeln ansprechen und tangieren, erschienen im 16. und 17. Jahrhundert. Zum Beispiel erfand der Franzose Marcus Vulson de la Colombière († 1658/65) die Punkte und Striche zur Bezeichnung der Farben in Kupferstichen. Der Deutsche Paul Götz/Paul Jovius (1570/74–1633) lehrte im Jahr 1560 in einer besonderen Schrift die Wappenkunst der Devisen nach Regeln. Der Abt von Brianville erfindet unter der Regierung Ludwigs XIV. ein Kartenspiel zur Erlernung der Wappenkunst. In Deutschland gilt der Nürnberger Senator Georg Philipp Harsdörffer (1607–1658) als einer der ersten, „der Heraldik in Regeln brachte oder vielmehr diese Regeln aus der französischen Heraldik in die deutsche Sprache verpflanzte“ (er behandelte unter anderem die Einteilung des Wappenschildes). In England veröffentlichte John Guillim (um 1565–1621) im Jahre 1610 das monumentale heraldische Regelwerk A Display of Heraldry.
Der Prozess der Findung von heraldischen Regeln setzte sich in Deutschland über Philipp Jacob Spener (1635–1705) und seinen Sohn Christian Maximilian Spener (1678–1714) fort. Er ist auch heute noch nicht endgültig abgeschlossen. Die Komposition und die Darstellung von Wappen ist heute mit Grafiksoftware möglich. Daraus ergibt sich die Notwendigkeit, die heraldischen Regeln etwa zur Anwendung von Farben, Kontrasten, Formen und Linien in dieser Hinsicht zu aktualisieren.

## Bedeutung
Obwohl heraldische Regeln nie buchstabengetreu in jedem Wappen befolgt wurden, helfen sie, die Tradition, Relevanz und Qualität von Wappen auf breiter Ebene zu vereinheitlichen und zu beurteilen. In realiter dient der Heraldik-Kodex dazu, das künstlerische Ideal des entwerfenden Wappenkünstlers, die Wappen- und Identifikationsanforderungen der Wappenführenden/–stiftenden und den wissenschaftlichen Anspruch des Heraldikers auf einen gemeinsamen Nenner zu bringen (wobei ausgewiesene Wappenkundige wissen, wann die heraldischen Regeln zu befolgen sind und wann man eine Regel beugen oder sogar brechen kann). 
Die Berücksichtigung und die freiwillige Einhaltung der heraldischen Regeln werden von Wappenführenden/-stiftenden, Wappenkünstlern, heraldischen Vereinen und Heraldikern als wichtig oder gar notwendig für die Gestaltung, Beschreibung, Führung, Herkunft und Bedeutung von jenen Wappen eingestuft, die für zukünftige Generationen aufbewahrt und nach sinnvollem Ermessen als geschichtliches Zeugnis die Zeit überdauern sollen (unabhängig davon, welcher Wappenart ein Wappen angehört).  
Wappen, die sich nicht dem Kodex unterwerfen beziehungsweise eklatant gegen die heraldischen Regeln verstoßen, gelten Wappenkundigen und Heraldikern als „Wappenfälschung“ und als „unheraldisch“. Das Urteil, ein Wappen sei „unheraldisch“, soll jedoch nicht als abwertend gedeutet werden, sondern als „aus der Heraldik ausgrenzend“.